# リウドルフ (シュヴァーベン大公)
リウドルフまたはロイドルフ（Liudolf, 930年 - 957年9月6日）は、シュヴァーベン大公（在位：950年 - 954年）。皇帝オットー1世とその最初の妻エドギタの間の長男。皇帝戴冠以前の父王オットー1世に対して反乱を起こした。

## 生涯
母エドギダを946年に失ったが、父からは溺愛され、946年に後継者とされている。949年、妻イダの父シュヴァーベン大公ヘルマン1世が死去し、リウドルフは義父の後を継いでシュヴァーベン大公に任じられた。
だが、父が951年に第一次イタリア遠征を行った時、イタリア王ロターリオ2世の寡婦でベレンガーリオ2世に捕えられていたアーデルハイトを救出し、アーデルハイトと再婚。翌952年にはアーデルハイトが異母弟ハインリヒを産み、リウドルフは自らの王位継承に不安を感じるようになる。また、951年のイタリア遠征においては父の了承を得ずにイタリアに侵攻、叔父のバイエルン大公ハインリヒ1世と先陣争いを起こしたが、父の怒りを買いその功績を無視されたことで、リウドルフの不満が増大した。この際、同じくイタリア遠征に参加していた義弟のロートリンゲン大公コンラート（同母妹リウトガルトの夫）が当初ベレンガーリオ2世との交渉を任されていたが、ここでも叔父ハインリヒの横槍が入り、結果としてハインリヒのみが褒賞を得ることとなった。こうして面目をつぶされたコンラートもまたリウドルフと共にハインリヒ1世に敵意を持ち、オットー1世にも不満を持つようになった。
953年、オットー1世はリウドルフ派のマインツ大司教フリードリヒ（レニエ家）のもとに赴き、リウドルフ及びコンラートとの間でハインリヒ1世の排除とリウドルフの王位継承を保証する契約を結んだが、すぐ後に破棄し、コンラートからロートリンゲン大公位を剥奪した。こうしてリウドルフにコンラート、マインツ大司教フリードリヒ、バイエルン宮中伯アルヌルフ（ルイトポルト家）などが味方し、反乱が起こった。しかし翌954年、リウドルフの了解のもとハンガリー人が侵攻し各地を略奪したことで、リウドルフ派であった者が離反することとなり、同年6月にランゲンツェンの帝国議会においてフリードリヒとコンラートはオットー1世と和解した。リウドルフはなおもレーゲンスブルクに立てこもり反乱を続けたが、オットー1世がこれを包囲し市民が飢餓するに至った。最終的にリウドルフはチューリンゲンに贖罪服を着て現れ父に屈し、反乱は鎮圧された。
リウドルフはシュヴァーベン大公位を剥奪され、同大公位は義父ヘルマン1世以前に同位を保持していたブルヒャルディング家のブルヒャルト3世（妻イダの異父兄）に与えられた。リウドルフは956年、父の命によりベレンガーリオ2世討伐のため再びイタリア遠征に向かい、ベレンガーリオ2世を敗走させたが、翌957年にマラリアで死去した。遺体はマインツに送られ、庶兄ヴィルヘルムにより、マインツ市壁外の聖アルバン教会に埋葬された。961年、オットー1世は後妻アーデルハイトとの間の息子でハインリヒの同母弟オットー（ハインリヒは954年に死去）を後継者としてローマ王に選出させた。

## 子女
コンラディン家シュヴァーベン大公ヘルマン1世の娘イダと結婚し、以下の子女をもうけた。
- マティルデ（949年 - 1011年） - エッセン女子修道院長
- オットー1世（954年 - 982年） - シュヴァーベン大公（在位：973年 - 982年）、バイエルン大公（在位：976年 - 982年）

## 引用文献
1. ↑  Collins, p.148
2. ↑  瀬原、p. 83
3. 1 2  瀬原、p. 84
4. ↑  成瀬他、p. 121
5. 1 2  瀬原、p. 85
6. ↑  瀬原、p. 87
7. ↑  Schutz, p. 51
8. ↑  コルヴァイのヴィドゥキント、p. 231